# CS Universitar Oradea (handbal feminin)
Clubul Sportiv Universitar Oradea este o echipă de handbal feminin din Oradea, România, care evoluează în Divizia A. Echipa a fost înființată în anul 2015 ca secție a Clubului Sportiv Municipal Oradea și în parteneriat cu clubul CS Universitar Oradea, iar antrenorul său este de atunci Doina Ardelean.
CSU Oradea își desfășoară meciurile de pe teren propriu în Arena „Antonio Alexe” și în Sala de Jocuri Sportive a Universității din Oradea.

## Istoric
Echipa a fost înființată în iunie 2015 ca o colaborare între Clubului Sportiv Municipal și Clubul Sportiv Universitar Oradea. În vara anului 2016, CSU a cooptat-o în echipă pe Valeria Motogna, fost căpitan al României și purtătoare de drapel la Jocurile Olimpice din 2008.
În vara anului 2017, echipa orădeană a fost aproape de desființare din cauza deciziei conducerii Clubului Sportiv Municipal de a-și retrage total sprijinul financiar. Acesta, în valoare de 20.000 lei pe lună, fusese acordat de la înființare și până în luna mai 2017 în baza unui protocol de colaborare.

## Lotul de jucătoare
Echipa în sezonul 2017-2018:
| Portari - Claudia Cetățeanu - Crina Pintea Extreme - Jenica Rudics - Eliza Hlinca Pivoți - Georgeta Diniș-Vârtic Intermediari - Camelia Bortoș - Gulnara Bițiș - Valeria Motogna - Cipriana Petric Centri - Cristina Matiaș - Irina Munteanu - Cornelia Vrabie |

## Banca tehnică
| Nume              | Ocupație           |
| ----------------- | ------------------ |
| Doina Ardelean    | Antrenor principal |
| Cristian Ardelean | Antrenor secund    |